# Monnina dictyocarpa
Monnina dictyocarpa là một loài thực vật có hoa trong họ Polygalaceae. Loài này được Griseb. mô tả khoa học đầu tiên năm 1879.